# فرودگاه فورت مک‌فرسون
فرودگاه فورت مک‌فرسون (به انگلیسی: Fort McPherson Airport) یک فرودگاه همگانی باربری با کد یاتا ZFM است که یک باند فرود شن دارد و طول باند آن ۱۰۶۷ متر است. این فرودگاه در کشور کانادا قرار دارد و در ارتفاع ۳۵ متری از سطح دریا واقع شده است.

## شرکت‌های هواپیمایی و مقصدهای پروازی
| شرکت‌های هواپیمایی                     | مقصدهای پروازی           |
| ------------------------------------- | ------------------------ |
| Kenn Borek Air operating as اکلاک ایر | فصلی: اینوویک مایک زوبکو |